# 樊城区
樊城区（はんじょう-く）は中華人民共和国湖北省襄陽市に位置する市轄区。

## 地理
漢水（長江の支流）をはさんで襄陽城の対岸にある。

## 歴史
後漢末期、劉備軍の関羽と曹操軍の曹仁によって行われた荊州争奪戦の主戦場の一つになった（樊城の戦い）ことなどで有名である。襄陽と合併し、襄樊市（現在の襄陽市）が成立すると、同市の商業の中心地となった。
1984年、襄樊市に襄城区・樊東区・樊西区・郊区が設置された。1995年10月22日、襄城区・樊東区・樊西区・郊区を廃止、襄城区及び樊城区に改編された。旧樊東区・樊西区及び郊区の米荘・団山・王寨・柿鋪の4郷鎮が樊城区の管轄区域とされた。

## 行政区画
- 街道:漢江街道、王寨街道、中原街道、定中門街道、清河口街道、屏襄門街道、米公街道、柿鋪街道、紫貞街道、七里河街道、東風街道
- 鎮:牛首鎮、太平店鎮、団山鎮、米荘鎮